# James Frain
James Dominic Frain (Leeds, 14 maart 1968) is een Brits acteur.

## Biografie
Frain werd geboren in Leeds maar groeide op in Stansted Mountfitchet in een gezin van acht kinderen. Hij heeft zijn middelbare school doorlopen aan de Newport Free Grammar School in Newport. Hierna ging hij studeren aan de Universiteit van East Anglia in Norwich waar hij afstudeerde in Engels, film en drama. Het acteren heeft Frain geleerd aan de Central School of Speech and Drama in Londen. 
Frain is ook actief als acteur in het theater in Engeland als in de Verenigde Staten. Hij heeft ook eenmaal opgetreden op Broadway, in 2007 speelde hij in het toneelstuk The Homecomming als Teddy.

### Persoonlijk
Frain is vanaf 2004 getrouwd, en het koppel heeft twee kinderen.

## Filmografie

### Films
Selectie:
- 2021 Escape Room: Tournament of Champions - als Henry / puzzelmaker
- 2016 The Architect - als Miles Moss
- 2013 The Lone Ranger – als Barret
- 2012 Transit – als Marek
- 2011 Water for Elephants – als verzorger van Rosie
- 2010 Tron: Legacy – als Jarvis
- 2009 Everybody's Fine – als Tom
- 2006 The Front Line – als Eddie Gilroy
- 2005 Into the Blue – als Reyes
- 2004 Spartacus – als David
- 2002 Path to War – als Richard Goodwin
- 2000 Where the Heart Is – als Forney Hull
- 2000 Reindeer Games – als Nick Cassidy
- 1999 Sunshine – als Gustave Sonnenschein
- 1998 Elizabeth – als Alvaro de la Quadra
- 1998 Hilary and Jackie – als Daniel Barenboin
- 1993 Shadowlands – als Peter Whistler

### Televisieseries
Uitgezonderd eenmalige gastrollen.
- 2024 Quantum Leap - als Gideon Rydge - 4 afl.
- 2021 Showtrial - als Damian Campbell - 5 afl.
- 2019 Elementary - als Odin Reichenbach - 7 afl.
- 2017-2019 Star Trek: Discovery - als Sarek  - 9 afl.
- 2015-2017 Orphan Black - als Ferdinand - 8 afl.
- 2015-2016 Gotham - als Theo Galavan/Azrael - 16 afl.
- 2015 True Detective - als Kevin Burris - 7 afl.
- 2015 Agent Carter als Leet Brannis - 2 afl.
- 2014 Intruders - als Richard Shepherd - 8 afl.
- 2013 The Tunnel - als John Summer - 3 afl.
- 2013 The White Queen – als Lord Warwick – 5 afl.
- 2012 – 2013 Grimm – als Eric Renard – 8 afl.
- 2011 The Cape – als Peter Fleming / Chess – 10 afl.
- 2010 True Blood – als Franklin Mott – 8 afl.
- 2009 – 2010 FlashForward – als Gordon Myhill – 2 afl.
- 2007 – 2009 The Tudors – als Thomas Cromwell – 24 afl.
- 2008 – 2009 Fringe – als Mr. Kohl – 2 afl.
- 2006 Invasion – als Eli Szura – 7 afl.
- 2005 Empire – las Brutus – miniserie
- 2005 24 – als Paul Raines – 10 afl.
- 2004 Pilot Season – als Jeremy Pilodus – miniserie
- 1995 The Buccaneers – als Julius Folyat – 4 afl.

- Biblioteca Nacional de España: XX1118563
- Bibliothèque nationale de France: cb14178548n (data)
- Gemeinsame Normdatei: 1061449335
- International Standard Name Identifier: 0000 0001 1450 7759
- Library of Congress Control Number: no00051712
- MusicBrainz: 665c9f5c-0123-43e8-a26f-43a9b07cbea5
- Nationale Bibliotheek van Tsjechië: xx0079917
- Nationale Bibliotheek van Israël: 987007604658805171
- Virtual International Authority File: 85827129
- WorldCat: E39PBJvRQTXwDTPwxQhdF9yWXd